# El dirigible
El dirigible es una película de 1994 dirigida por Pablo Dotta. Fue la coproducción uruguaya con mayor presupuesto en la historia de la cinematografía de ese país y también significó la quiebra para la productora uruguaya. Fue la primera película uruguaya en ser presentada en Cannes. La crítica la recibió con opiniones encontradas. En 1994 ganó el Premio Coral de Ópera Prima en el Festival Internacional del Nuevo Cine Latinoamericano de La Habana y al año siguiente obtuvo el premio a la Mejor Música Original en el Festival Internacional de Cine de Cartagena de Indias, pero representó un fracaso de taquilla.

## Argumento
La película comienza con la presentación de todos y cada uno de los  productores asociados con letras blancas en fondo negro. Al terminar, se escucha un disparo y aparece una fotografía de Baltasar Brum en sepia junto a otros tres hombres y un anuncio de una cartelera de cine del estreno de «El Dirigible», por Jack Holt. Una voz femenina comienza a hablar en off primero en francés y luego en español mientras por detrás de la imagen de Brum unas manos le hacen cortes con un bisturí. Se escuchan varios resoplidos y el chirrido que se produce al deslizar el filo del instrumento sobre un vidrio. Mientras las manos van retirando los pedazos de la foto con pinzas, la voz cuenta que no conoció a su abuelo, quien era aficionado a filmar, y que lo último que filmó fue el suicidio de Brum. La imagen queda totalmente en blanco cuando se retiran todos los pedazos de diario y los títulos pasan a tener letras negras. Aún sin acabar la presentación, aparece una filmación antigua del pasaje del dirigible Graf Zeppelin por Montevideo en la década de 1930 con una canción a capela, que es la única parte musicalizada de la introducción. Mientras están terminando los títulos se escuchan nuevamente resoplidos. 
Finalmente la imagen deja de ser un campo blanco y aparece un anciano recostado encendiendo un cigarrillo. La voz en off le dice que le pidió a Onetti en Madrid que le mostrara «la foto» —mientras el anciano sostiene en sus manos la misma imagen cortada en los títulos—. Cuando la narradora habla de su entrevista con el escritor, se enfocan las expresiones faciales y en especial los ojos del hombre, que no pronuncia una palabra en todo el segmento. 
En la siguiente escena un joven (Marcelo Bouquet) fotocopia una serie de fotografías en sepia que muestran el suicidio de Brum como si fuera una película cuadro por cuadro. La periodista (Laura Schneider) toma fotografías del quiosco e ingresa buscando un traductor de francés. Hablan en ese idioma —sin subtitulado— y cuando ella abre la puerta para irse entra una corriente de aire que hace volar las fotocopias, que se mezclan en el aire. En la siguiente toma, la periodista está sentada en una banca de la Plaza Independencia. A su lado, una señora mayor recita los primeros versos del poema «Lo inefable», de Delmira Agustini. Cuando la protagonista se levanta y se aleja, las palomas vuelan produciendo un efecto similar al de las fotocopias de la escena anterior, a la vez que se escucha la misma cortina musical que en los títulos.
En el interior de un automóvil, el inspector Carrizo (Ricardo Espalter) infla un globo blanco que se revienta cuando la periodista se asoma por la ventanilla para pedirle la hora, lo que produce un sonido similar al del disparo de apertura. La protagonista se aleja para hacer una llamada desde una cabina telefónica —que el policía puede escuchar a través de la radio policial—. Le toma una fotografía al teléfono y se va. El traductor sale de un ascensor y se encuentra con la joven que es asediada por una nube de periodistas que le preguntan sobre Onetti. Ella responde utilizando traducción simultánea. Al finalizar la entrevista ambos corren hacia un ascensor, y se los puede escuchar conversando en francés mientras se ilumina el pozo del ascensor a medida que desciende. 
En una escena filmada en sepia, se ve el interior de un taxi que recorre la ciudad. La voz en off dice que «volvió para encontrar la imagen que le falta de esta historia». El taxista le indica cuál es el Palacio Salvo y le pregunta si está filmando. La pantalla se pone en blanco. Aparece un brazo que corre una cortina sepia. El inspector está arrodillado en el suelo, tomando una muestra. Ingresa el traductor, vestido solo con un vaquero. El inspector le dice que no toque nada y se pone a inflar un globo blanco frente a la ventana, que deja ir y se desinfla. Debe investigar un robo en el quiosco, pero en su lugar le pregunta al traductor qué es lo que ha pasado, a lo que el joven responde «Y yo qué sé... ¿Usted es el policía no?» El inspector aconseja al joven sobre cómo quemar el quiosco y luego comienza a hablar incoherencias sobre «El Moco». El agua de la lluvia de un baño moja la pantalla, revelándose que en realidad la escena transcurría detrás del vidrio de la ducha en la que la periodista tomaba un baño, lo que se pone más en evidencia cuando se realiza una toma de la protagonista completamente desnuda. Un hombre de túnica blanca se arrodilla en el mismo sitio en el que estaba el detective, revelándose que la evidencia era una muestra de materia fecal dejada en el suelo. La huele, toca y se la lleva a la boca. Le dice al traductor —ya vestido— que es frecuente que los delincuentes además de robar hagan otros daños como defecar. Le promete a su amigo que lo va a ayudar a encontrar al ladrón, de quien dice que es «un gurí mal comido». Toda la escena transcurre delante de la bañera mientras la protagonista se ducha. Al finalizar se seca el cabello y la pantalla se pone en blanco. El traductor es alzado por el pozo de un ascensor dentro de un neumático hasta el techo de un edificio, donde se entrevista con un grupo de adolescentes liderados por «El Moco». El traductor le pregunta por la cámara de la periodista y el adolescente pretende negociarla a cambio de dinero. Como el traductor no tiene el dinero, se retira.
En otra escena de sepia dentro del taxi mostrando la rambla, la voz en off menciona los ríos que limitan al Uruguay y que en este momento el Río de la plata no se ve pero que está detrás de la neblina. La pantalla se pone en blanco y pasa a la luz de la fotocopiadora del quiosco donde está el traductor, mientras que una voz anuncia un espectáculo en el Palacio Salvo. La periodista toma el ascensor (donde hay un ascensorista), y mientras baja el ascensor la periodista empieza a sentir un ruido muy agudo y se tapa un oído. Cuando sale del ascensor, está en un salón donde hay vasos tirados mientras se escucha la voz que anunciaba el espectáculo. Allí la periodista se encuentra con un tragafuegos en un escenario poniendo sus cosas en un maletín. La periodista le dice algo en francés y el tragafuegos se baja del escenario (haciendo sonido similar al del disparo de apertura) y acompaña a la periodista. Ambos espían a un bombero borracho lavando el piso con la manguera. En ese momento una banda de adolescentes chinos lo molestan y se van. El inspector Carrizo aparece con un globo blanco en la mano y le pregunta al bombero si ha visto a «ElMoco» y este responde que no. Carrizo le pregunta si no le daba vergüenza estar borracho con el uniforme y el bombero le responde si no le daba vergüenza andar con un globo de cumpleaños, a lo que Carrizo responde que los colecciona y se retira. Sin cambiar de escena, el tragafuegos aparece lanzando fuegos con una bengala y la periodista lo mira asombrada. En eso aparece el traductor y el bombero los echa diciendo que no se puede jugar con fuego.

## Antecedentes
Fue la primera película uruguaya en ser presentada en Cannes, anunciada como «la primera película del cine uruguayo», aunque de hecho se habían producido otras películas ya desde 1898 pero debido a la no existencia de una industria filmográfica propia ni producciones estables, se perdían los antecedentes de los trabajos anteriores.

## Reparto principal

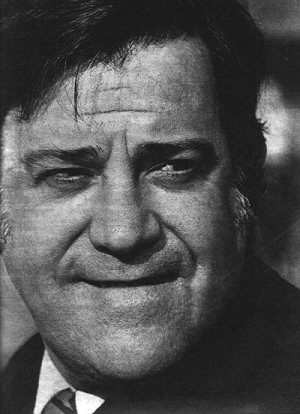
Ricardo Espalter, intérprete del inspector de policía.

| Actor/actriz       | Personaje                                             |
| ------------------ | ----------------------------------------------------- |
| Laura Schneider    | Maude (periodista francesa joven hermosa y seductora) |
| Marcelo Buquet     | Traductor                                             |
| Eduardo Miglionico | Julio (veterinario)                                   |
| Gonzalo Cardozo    | El Moco                                               |
| Ricardo Espalter   | Inspector Carrizo                                     |
| Luis Aranovsky     | Tragafuego                                            |

## Preproducción

### Financiación y apoyo
Dotta y Besuievsky realizaron Tahití, un cortometraje que llamó la atención de un directivo de Channel 4 de Londres, quien se interesó en su trabajo. Decidieron trabajar juntos en un proyecto en el que el canal inglés sería coproductor, filmado en 35 mm por los requerimientos internacionales, aunque en Uruguay no se utilizaba desde la década de 1960 excepto para algunos cortos publicitarios. Dotta y Besuievski crearon la productora Nubes, Imágenes en Movimiento y buscaron más apoyo. En el proceso de conseguir financiación, varias empresas se retiraron de la producción e ingresaron nuevas.
La Fundación Rockefeller con la Fundación MacArthur de partenaire le otorgó una de las veinte becas del Programa Intercultural de Film y Video para Proyectos Experimentales. Fue la primera vez que se entregaban becas fuera de Estados Unidos. Al respecto el presidente de la Fundación Rockefeller dijo que «muy a menudo films importantes no son hechos porque los realizadores carecen de soporte financiero. Nuestros premios confirman una vez más el cometido de la Fundación de promover el talento de los artistas audiovisuales cuyos trabajos exploran los legados de la diversidad cultural aquí y en Latinoamérica.»
Luego de la beca de la Fundación Rockefeller, consiguieron el apoyo internacional del Instituto Cubano de Arte e Industria Cinematográficas y el Centro de Capacitación Cinematográfica (Estudios Churubusco, México), y el nacional de la Fundación Banco de Boston, Federal Express y las embajadas de Francia y México. La película fue declarada además «de interés nacional» por el Ministerio de Turismo y el Ministerio de Educación y Cultura y auspiciada por la Intendencia Municipal de Montevideo.

### Guion
Según Martínez y Zapiola, «Cabe razonar que en algún momento del proceso, Dotta perdió el control».

### Elección del reparto
Besuievsky y Dotta seleccionaron a Eduardo Migliónico para representar al veterinario Julio, a Ricardo Espalter como el policía y a Marcelo Bouquet como el traductor, quien debió viajar desde México para poder filmar. El papel femenino fue el último en llenarse porque a pesar de audicionar a más de cincuenta actrices tanto en Montevideo como en Buenos Aires ninguna llenaba las expectativas del director y la productora. Finalmente eligieron a Laura Schneider, una modelo uruguaya de veintidós años que trabajaba para Valentino en Montevideo y Elite en Nueva York. Schneider tuvo que tomar clases intensivas de francés para prepararse para el rodaje que comenzó el 2 de noviembre de 1992, apenas dos semanas después de ser seleccionada.

## Producción
El dirigible fue la tesis de Pablo Dotta. La productora Mariela Besuievsky comenta: «La experiencia fue increíble. La produje de cabo a rabo; busqué la financiación y la promoví luego de realizada. Fue mi gran escuela y una experiencia muy removedora, porque en ese momento hacer audiovisual en Uruguay era bastante difícil.»

### Banda sonora
La musicalización de la película estuvo a cargo de Fernando Cabrera, que lo grabó en el estudio ubicado en el sótano del matrimonio de artistas Washington Carrasco y Cristina Fernández. De música popular y titulado Música para El dirigible, obtuvo el primer premio a la mejor música en el Festival Internacional de Cine de Cartagena de Indias, en 1995.
«Tiroleses» es una alusión al Palacio Salvo, edificio simbólico de Montevideo sobre el que sobrevoló el Graf Zeppelin los días 29 y 30 de junio de 1934.«Santa María» y «Santa María Para Rato» hacen referencia directa a la ciudad imaginada por Onetti.
Zaragoza Latina define la banda de sonido como «espectacular», si bien refiriéndose a «La casa de al lado», Agustín Acevedo Kanopa de La Diaria comenta: «se le puede colocar unos porotos a su favor, pero lo irregular (o fallido) de El dirigible no permite que la canción se imbrique [...] con la película», mientras que Ahunchain la define como «tal vez una de las canciones más bellas de la música popular uruguaya».
El álbum contiene las siguientes pistas:
| Nº | Canción               | Nº  | Canción              |
| -- | --------------------- | --- | -------------------- |
| 1. | Centro Afuera         | 10. | Santa María          |
| 2. | Temaude               | 11. | Literal con Tránsito |
| 3. | Niños con Guitarra    | 12. | Tema G               |
| 4. | Santa María para Rato | 13. | Casa de Maude        |
| 5. | Para Rato             | 14. | La Casa de al lado   |
| 6. | Tiroleses             | 15. | Adiós a Salto        |
| 7. | Literal con Lanto     | 16. | Anticuerpos          |
| 8. | La Región             | 17. | La mama vieja        |
| 9. | Escola de Fa          |     |                      |

Sobre su experiencia al hacer música para bandas de películas Cabrera dijo: «Me debo colocar psicológicamente en otro lugar porque ahí no mando yo. Viene el director y me dice: esto no me gusta, cambialo. Me pasó con "El Dirigible"; me rompí el alma haciendo los arreglos y vino Dotta y me dijo: "Voy a sacar sólo el contrabajo de toda esta música, voy a usar sólo la línea del contrabajo". Fue duro pero ¿qué podía hacer yo? Era el director, él vio algo que yo no vi, y de todo ese arreglo que yo hice para siete instrumentos él vio sólo en el contrabajo lo que precisaba. Y fue así. Te podés molestar o no, depende del carácter de cada uno. Al ver luego el resultado comprobé que tenía razón. Me pone en otro lugar, más humilde quizás.» Algunas canciones del álbum aparecieron en una selección posterior junto a otros títulos del autor en un álbum recopilatorio llamado Noventa.

## Postproducción
Una vez realizada la filmación, la aduana no permitía trasladarla a la Argentina para poder revelar el film. Esto fue conseguido luego que un diplomático encontró en la legislación un artículo que autorizaba la impresión en Concordia de un diario de Salto.
Para la presentación, el Festival de Cannes requería un «certificado de nacionalidad» cuya existencia no estaba prevista en la legislación uruguaya. Finalmente el problema fue subsanado con un certificado extendido por el Ministerio de Educación y Cultura.

## Lanzamiento y recepción
El preestreno de la película en Uruguay se realizó en el Cine Plaza el 21 de julio de 1994, y se estrenó al día siguiente en el Cine Central, donde la proyectaron por diez semanas. Según Osvaldo Saratsola «En la peor temporada de la historia para la exhibición cinematográfica comercial local llevó 13 188 espectadores a la sala de estreno, ubicándose en el décimo primer lugar del año». Sin embargo, para recuperar los costos de la inversión realizada, Cinemateca Uruguaya calculó que se habrían necesitado 1 100 000 espectadores, lo que representa más un tercio de la población del país en la época —3 000 000 de habitantes—, cuando un uruguayo iba al cine en promedio 0,3 veces al año. En comparación, la película más vista en la historia de Uruguay —El pequeño héroe del Arroyo del Oro, la última película del cine mudo del país— tuvo 150 000 espectadores en un periodo de veinte años de exhibición a partir de su estreno en 1929.

### Recepción crítica
Diario Sur la califica de «imprescindible», mientras que Zaragoza Latina la define como «una película altamente poética».
A pesar de las críticas positivas, la reacción del público hacia la película fue mayoritariamente negativa, por su trama compleja y una imagen gris de la ciudad con «imágenes que tanto escandalizaron al Tontovideo de los años 90 —recuerdo señoras que llamaban por teléfono a las radios quejándose de que la película no mostraba nuestras bellezas turísticas—» pero con «una profunda raíz onettiana», dice el dramaturgo uruguayo Álvaro Ahunchain. Durante varios años pudo leerse en una pared de Montevideo un grafiti que decía: «Yo entendí El Dirigible!» firmado en forma apócrifa por José Feliciano, cantautor puertorriqueño, ciego de nacimiento.
En el mismo sentido, Leonardo Lorenzo, periodista y director de Una forma de bailar comentó: «-Como para muchos espectadores, El dirigible tuvo para mí una sensación de cierta frustración y, con perdón de la metáfora, de "indigestión". Había escenas poderosísimas -todavía lo son- y un punto de partida fascinante -la relación del Uruguay con la imagen- que, a mi criterio, quedaban anulados por una débil y caprichosa coartada narrativa».
Según Martínez y Zapiola, «El film es en realidad un fracaso distinguido, un ejercicio intelectual presuntuoso y un tanto snob, en el que hay que reconocer sin embargo cierta sensibilidad visual y una difuminada sugestión poética para su captación de imágenes de la ciudad».
Enrique Buchichio explicó: «en su momento [el film] sufrió el escarnio público de buena parte de la crítica y el público que depositaron en él sus propias expectativas acerca del entonces inexistente cine uruguayo [...] Y un film muy personal sobre un Uruguay gris, brumoso, al que le faltan piezas para construir el rompecabezas de su identidad y su memoria, no parecía ser lo que la mayoría estaba esperando.» Afirmó que debió analizarse como la visión personal de un videartista joven «y no como LA película uruguaya que todos queríamos ver» Para Buchichio El dirigible «resume casi a la perfección una manera de ser uruguaya muy propia de su época (probablemente de todas las épocas). Y además posee algunas de las escenas visualmente más ricas del cine uruguayo. En serio.»

### Premios y reconocimientos
En el Festival de Cannes de 1994 fue nominada en la Semana Internacional de la Crítica, donde la crítica especializada le dio el tercer puesto. Ese mismo año participó del Festival Internacional del Nuevo Cine Latinoamericano en la categoría Ópera Prima, recibiendo el Premio Coral compartido con Hasta morir de Fernando Sariñana. Participó de los festivales de Sitges, San Sebastián, Gramado y Río de Janeiro. En marzo del año siguiente fue presentada en el Festival Internacional de Cine de Cartagena de Indias, en el que obtuvo el premio a la Mejor Música Original, y un mes después participó del Festival Internacional de Cine de Chicago.

## Formato casero
Por una política interna para difundir en forma masiva la producción uruguaya en video y cine, la empresa Halven editó y distribuyó la película en VHS a partir del 12 de marzo de 1995. El lanzamiento coincidió con el fin de la presentación de la película en el Festival de Cartagena de Indias. Antes Halven había hecho lo propio con La historia casi verdadera de Pepita la Pistolera.
El dirigible fue publicado en DVD, que además de la película contenía material adicional como un tráiler, las retrospectivas del proceso de filmación de dos escenas (la escalada de los Tiroleses en el Palacio Salvo y la persecución policial del ladrón en la Playa Ramírez), filmografías de los protagonistas y una entrevista a Onetti realizada por el director y la productora.